# 野口航
野口 航（のぐち わたる、1996年1月18日 - ）は、大分県大分市出身のプロサッカー選手。Jリーグ・FC今治所属。登録ポジションはミッドフィールダー。

## 来歴

### プロ入り前
中学時は大分トリニータU-15に在籍したが、中学卒業後は大津高校サッカー部が志向する「パスを回しながら前へ出ていくサッカー」に魅力を感じ、大分U-18へ昇格せず、同校へ進学。一学年上に植田直通と豊川雄太がいた。3年次は主将を務め 試合ではフォワードとして主に起用された。同年はインターハイ、全国高等学校サッカー選手権大会に出場した。更には天皇杯熊本予選を優勝し、第92回天皇杯本戦に出場した。
高校卒業後、筑波大学に進学し蹴球部に入部。同期は中野誠也、北川柊斗、戸嶋祥郎。 筑波大では1年次からスタメンに定着。当初はサイドハーフとして主に起用されたが、3年次の2016年10月の後期関東大学リーグ1部・法政大学戦よりサイドバックとしての起用が増えた。3年次に総理大臣杯全日本大学サッカートーナメント3位、全日本大学サッカー選手権大会（インカレ）で優勝を経験した。また、2016年（第96回）、2017年（第97回）と2年連続で天皇杯本戦に出場。中でも第97回大会ではベガルタ仙台、アビスパ福岡を破りラウンド16に進出した。

### プロ入り後
筑波大卒業後の2018年、前年夏に練習参加をしたJ3・ギラヴァンツ北九州に入団。同年のJ3第2節（北九州としてはリーグ戦1試合目）・FC琉球戦で、先発出場によりJリーグ初出場を記録した。左右両方のサイドを高いレベルでこなせるサイドバックとして活躍した。2020年シーズンからは、J2に活躍の場をうつした。
2021年シーズンをもって、契約満了に伴い退団、2022年3月7日、FC今治への移籍が発表された。

## 所属クラブ
- 春日SSS
- 大分トリニータU-15
- 2011年 - 2013年 熊本県立大津高校
- 2014年 - 2017年 筑波大学
- 2018年 - 2021年  ギラヴァンツ北九州
- 2022年 -   FC今治

## 個人成績
| 国内大会個人成績 | 国内大会個人成績 | 国内大会個人成績 | 国内大会個人成績 | 国内大会個人成績 | 国内大会個人成績 | 国内大会個人成績 | 国内大会個人成績 | 国内大会個人成績 | 国内大会個人成績 | 国内大会個人成績 | 国内大会個人成績 |
| 年度             | クラブ           | 背番号           | リーグ           | リーグ戦         | リーグ戦         | リーグ杯         | リーグ杯         | オープン杯       | オープン杯       | 期間通算         | 期間通算         |
| 年度             | クラブ           | 背番号           | リーグ           | 出場             | 得点             | 出場             | 得点             | 出場             | 得点             | 出場             | 得点             |
| 日本             | 日本             | 日本             | 日本             | リーグ戦         | リーグ戦         | リーグ杯         | リーグ杯         | 天皇杯           | 天皇杯           | 期間通算         | 期間通算         |
| ---------------- | ---------------- | ---------------- | ---------------- | ---------------- | ---------------- | ---------------- | ---------------- | ---------------- | ---------------- | ---------------- | ---------------- |
| 2012             | 大津高           | 17               | -                | -                | -                | -                | -                | 1                | 0                | 1                | 0                |
| 2016             | 筑波大           | 17               | -                | -                | -                | -                | -                | 1                | 0                | 1                | 0                |
| 2017             | 筑波大           | 7                | -                | -                | -                | -                | -                | 4                | 0                | 4                | 0                |
| 2018             | 北九州           | 15               | J3               | 23               | 0                | -                | -                | -                | -                | 23               | 0                |
| 2019             | 北九州           | 15               | J3               | 27               | 0                | -                | -                | 1                | 0                | 28               | 0                |
| 2020             | 北九州           | 15               | J2               | 27               | 1                | -                | -                | -                | -                | 27               | 1                |
| 2021             | 北九州           | 15               | J2               | 26               | 0                | -                | -                | 0                | 0                | 26               | 0                |
| 2022             | 今治             | 41               | J3               | 16               | 0                | -                | -                | 1                | 0                | 17               | 0                |
| 2023             | 今治             | 8                | J3               | 2                | 0                | -                | -                | 0                | 0                | 2                | 0                |
| 2024             | 今治             | 8                | J3               | 1                | 0                | 0                | 0                | 0                | 0                | 1                | 0                |
| 2025             | 今治             | 8                | J2               |                  |                  |                  |                  |                  |                  |                  |                  |
| 通算             | 日本             | 日本             | J2               | 53               | 1                | -                | -                | 0                | 0                | 53               | 1                |
| 通算             | 日本             | 日本             | J3               | 69               | 0                | 0                | 0                | 2                | 0                | 71               | 0                |
| 通算             | 日本             | 日本             | 他               | -                | -                | -                | -                | 6                | 0                | 6                | 0                |
| 総通算           | 総通算           | 総通算           | 総通算           | 122              | 1                | 0                | 0                | 8                | 0                | 130              | 1                |

出場歴
- Jリーグ初出場（J3） - 2018年3月17日 J3第2節 vs FC琉球（ミクニワールドスタジアム北九州）
- Jリーグ初得点 - 2020年9月13日 J2第19節 vs アルビレックス新潟（ミクニワールドスタジアム北九州）

## タイトル

### クラブ
ギラヴァンツ北九州
- J3リーグ：2019年

筑波大学
- 全日本大学サッカー選手権大会：2016年
- 関東大学サッカーリーグ戦1部：2017年

## 代表・選抜歴
- U-17日本代表
  - サニックス杯国際ユースサッカー大会（2013年）
  - 国際ユースサッカーin新潟（2013年）
- 関東大学選抜（2016年）